# A.De

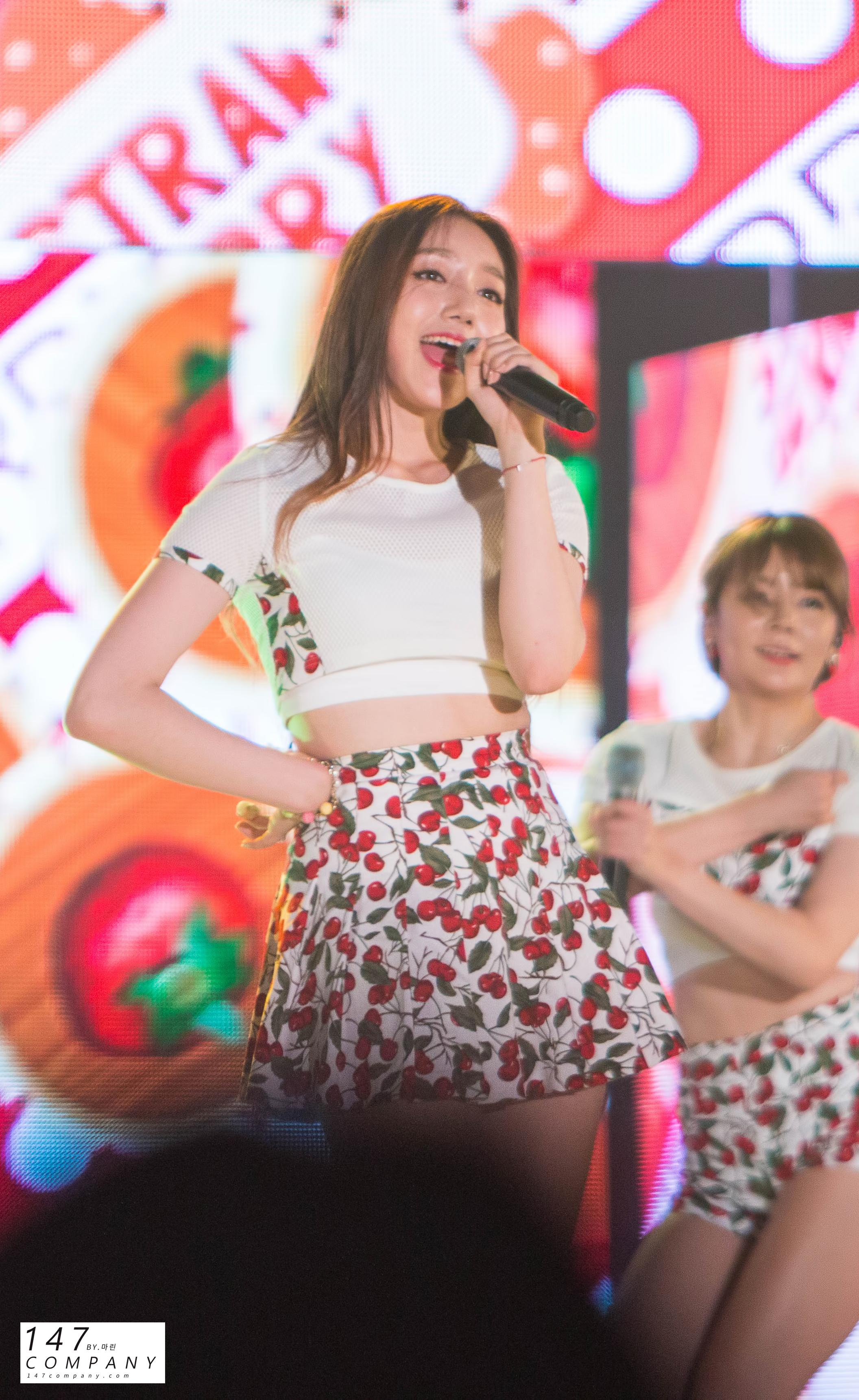
2016년 10월 2일 에이 디 이 공연

에이디이(A.De)는 대한민국의 걸 그룹이다.

## 활동
2016년 6월 23일 《Strawberry》라는 노래 작품으로 데뷔하였다.

## 디스코그래피

### 싱글 앨범
- 2016년 《STRAWBERRY》(2016년 6월 23일)
- 2016년 《Have a Good Time》(2016년 10월 18일)
- 2017년 《Laputa(Kiss in the sky)》(2017년 8월 31일)